# Lantpert
Lantpert of Landfried (†ca.680) was hertog van de Bajuwaren uit Beieren. Hij was de enige zoon van hertog Theodo I, zijn zus was Uta.
Toen zijn zuster plots zwanger werd, nam bisschop Emmeram van Regensburg de schuld op zich. Uit eerwraak doodde Lantpert, bisschop Emmeran. In 680 toen zijn vader stierf, erkende zijn leenheer, de Frankische koning Theuderik III zijn heerschappij niet en hij vluchtte naar de Avaren, waar hij in ballingschap stierf.